# 葉乃文
葉乃文（英語：Nick Yeh Nai Wen，1979年9月2日—），台灣男演藝經紀人、歌手、舞者，藝名牛奶，為男子團體Energy成員之一，擔任團長。至今發行9張音樂專輯，主持過數個節目，也曾多次參與台灣偶像劇演出。為經紀公司「日昇正亮娛樂」負責人，旗下藝人為郭采潔、陳立安。2024年，牛奶以Energy團員身分再戰樂壇。

## 演藝生涯
牛奶在14歲時因興趣開始接觸舞蹈，他曾表示：「一開始因為看了當時的偶像街舞團體L.A. Boyz（洛城三兄弟），那時單純覺得很帥，所以就開始練習。」。高中時，牛奶創立舞蹈教室「TBC」，在臺灣街舞圈內具知名度，也是團體Energy裡舞齡最長的團員。原先牛奶投入推廣街舞，有許多經紀人想簽下他成為藝人；由於他認為演藝圈的偶像團體路線與自身想法不相符，因此拒絕經紀人的邀約。直到Energy的時任經紀人邀請他組成以嘻哈舞蹈為主要表演風格的男子團體，他才答應加入團體，成為最後一位加入Energy的成員。在歷經Energy的合約糾紛後，牛奶於2005年表示自己將專注於舞蹈夢想，宣布退團，成為繼團員Toro後第二名退團的成員；他回歸舞蹈界發展，並成為許多MV的編舞老師。
之後，牛奶自立門戶建立事業、成立經紀公司，他先後創立「娛樂產房舞蹈教室」、「日昇正亮娛樂公司」，簽下新人歌手郭采潔，並以經紀人身份陪同郭采潔參演節目通告，這也是他在退出Energy後首度回到螢光幕前；此外，他在2019年和合作夥伴共同創辦「上海歡雀影業」。在郭采潔的事業具發展基礎後，牛奶再度退居幕後，專注處理經紀公司業務，並支持街舞推廣。直到2024年，牛奶以Energy團員身分復出、加入相信音樂，回歸樂壇。2025年，以〈星期五晚上〉獲得第36屆金曲獎年度歌曲獎。

## 電視
戲劇 
- 《米迦勒之舞》（2004）：小龍

## 音樂專輯
Energy時期
- 2002年7月《COME ON》
- 2003年1月《無懈可擊》
- 2003年7月《E3》
- 2004年1月《4 Ever 新曲+精選》
- 2004年7月《米迦勒之舞電視原聲帶》
- 2005年6月《最後的樂園》
- 2024年5月《HERE I AM》

個人時期
- 2006年12月《傀儡EP》
- 2008年5月《舞是刀》

## 獎項紀錄

### 金曲獎
| 年份   | 頒獎典禮     | 獎項           | 作品           | 結果 |
| ------ | ------------ | -------------- | -------------- | ---- |
| 2004年 | 第15屆金曲獎 | 最佳重唱組合獎 | 《E3》         | 提名 |
| 2025年 | 第36屆金曲獎 | 最佳演唱組合獎 | 《Here I Am》  | 提名 |
| 2025年 | 第36屆金曲獎 | 年度歌曲獎     | 〈星期五晚上〉 | 獲獎 |

## 外部連結
- 葉乃文 nickyeh的Facebook專頁（繁體中文）
- 葉乃文的Instagram帳戶